# توراگا (داغستان)
توراگا (به لاتین: Turaga) یک منطقهٔ مسکونی در روسیه است که در شهرستان کایتاگسکی واقع شده‌است.